# 퓨쳐메디신
퓨쳐메디신 주식회사(영어: Future Medicine)는 뉴클레오사이드 유도체에 기반한 FOCUSTM 플랫폼을 바탕으로 의학적 미충족 수요가 높은 전문의약품을 개발하는 합성신약개발 전문 회사이다.

## 역사 및 현황
2015년 6월에 바이오하우스코리아라는 법인으로 설립되었으며, 동년 11월에 퓨쳐하우스로 사명을 변경하였다. 이후 2018년 8월, NH투자증권과 IPO를 위한 상장대표주관사 계약을 체결하였으며, 2022년 7월에 코넥스 시장에 상장되었다.

## 같이 보기
- 뉴클레오사이드